# 新川軌道
新川軌道（にいかわきどう）は、かつて富山県上新川郡大山町（現・富山市）で新川軌道を経営した株式会社。前身は下山石灰株式会社。

## 概要
新川軌道株式会社は前身の下山石灰株式会社時代も通じて、富山県内で中越鉄道、北陸本線に次ぐ三番目の鉄道である新川軌道を経営した。軌道は、石灰岩や石灰製品の貨物輸送を目的とした専用軌道で、人力で貨車を操作する人車軌道であった。

## 会社設立前
江戸時代後期から明治時代にかけて、大山町の和田川、小見川流域では、石灰石の採掘と石灰（生石灰、消石灰）の生産が盛んになった。明治30年代には石灰窯の数が100を超え、年間生産高も1万トンを超える規模となったが、原料や製品の運搬は山道を人力で運搬するにとどまった。旧態依然の輸送手段は地域産業発展のボトルネックにもなっていたことから、地域の有志らが人車軌道の建設を模索。1897年に小見村-東文殊村間で内務大臣名による軌道開設特許を得た。しかしながら石灰生産は農家の副業的な生産体制で零細化しており、有志らは大山町一帯で軌道建設に必要な資力を確保することができなかった。

## 会社の発足から解散
1898年、富山市内の起業家らが、前述の軌道開設特許に注目して下山石灰株式会社を設立。本社は東文殊村で、資本金は5万円。会社は有志より特許を譲り受け、第一期工事として中地山-東文殊村間で軌道建設に着手した。1900年6月から1路線で貨物営業を開始、1901年3月には社名を新川軌道に変更したが、このころから景気が後退局面となるとともに近隣に有力な石灰生産地（新潟県青海町（現糸魚川市））も現れ、一帯の石灰生産量と軌道の輸送量は次第に縮小傾向になった。会社の経営は逼迫し、経営改善策として路線の半分以上の区間で軌条撤去を打ち出したが成果に結びつかず、1909年1月には会社の解散登記が行われた。